# Dit hjem i vores hænder
Dit hjem i vores hænder er et dansk boligprogram, som bliver sendt på Kanal 5. I programmet konkurrerer 16 kendte danskere om, hvem der kan indrette de bedste hjem til de modige danskere, der frivilligt har lagt hus til. På fire dage skal de forvandle fire rum i boligen. Til hvert rum har de 10.000 kroner og otte arbejdstimer til rådighed.
Dit hjem i vores hænder bliver produceret af Strix Television og er en videreudvikling af det engelske format The Great Interior Design Challenge, som All3Media er indehaver af.

## Sæson 1
Sæson 1 blev sendt første gang 25. august 2014 og bestod af 32 episoder. Dommerne var indretningsarkitekt Lisbett Wedendahl og håndværker Johannes Villads Nielsen.
Deltagere:
- Dennis Knudsen mod Mascha Vang
- Jacob Haugaard mod Saseline Sørensen
- Lotte Heise mod Audrey Castañeda
- Anne-Sofie Espersen mod Thomas Evers
- Anni Brinch mod Jens Werner
- Emil Thorup mod Jim Lyngvild
- Annette Heick mod Therese Glahn
- Master Fatman mod Michael Monetz

## Sæson 2
Sæson 2 blev sendt første gang 23. marts 2015 med vært Eva Nabe Poulsen og Indretningsarkitekt Jesper Gadegaard.
Deltagere:
- Oliver Bjerrehus mod Sussi & Leo
- Anne-Grethe Bjarup Riis mod Basim
- Mia Lyhne mod Julie Berthelsen